# Flammenschale
Eine Flammenschale oder Feuerschale ist ein feuerfestes Behältnis, in dem man ein offenes Feuer entfachen und unterhalten kann. 

## Form
Die Schalen haben allerlei verschiedene Formen und Größen. Es gibt sie mit und ohne Ständer, wobei die mit Ständer meist vorzuziehen sind. Denn zum einen sichert dieser die Schale vor dem Umkippen zum anderen hat ein Ständer eine isolierende Wirkung.

## Brandmittel
Die Flamme kann durch unterschiedliche Feuerquellen genährt werden. Sehr verbreitet ist Lampenöl bzw. ein gereinigter isoparaffinischer Kohlenwasserstoff (da er weniger Rauch erzeugt als Lampenöl) im Fachhandel unter Toyfluid oder Pyrofluid erhältlich.
Diese Mittel benötigen, auf Grund des Flammpunktes zwischen 58 und 64 Grad Celsius, einen Docht zum Brennen. Als günstiger Dochtersatz, mit welchem eine breite Flammengrundfläche erzeugt werden kann, hat sich Seramis bewährt. Seramis ist billig und hitzebeständig. Die professionelle Lösung dafür ist Jelly-Fire-Fix, welches im pyrotechnischen Fachhandel erworben werden kann. Man kann sich damit sein eigenes Brenngel anrühren. Jede Flüssigkeit kann einfach damit geliert werden. Dies ist besonders beim Benutzen von „Buntem Feuer“ für Flammschalen wichtig, da der Flammpunkt hier wegen des Methanol, auf den buntes Feuer basiert, wesentlich niedriger als beim Paraffin ist und beim Umkippen der Flüssigkeit ein Flächenbrand entstehen kann. Es gibt auch Flammschalen mit Propangasbetrieb.

## Sicherheitshinweise
- Ohne Isolierung kann es passieren, dass sich Materialien, die sich längere Zeit in Kontakt mit der Schale befinden, entzünden.
- Schalen, die umkippen, können je nach Brandmittel Flächenbrände entfachen.
- Farbige Feuer enthalten meist Giftstoffe und eignen sich deswegen nicht zum Feuerspucken oder ähnlichem, sondern sind nur für Feuerschalen und spezielle Lampen gedacht.